# Miskoorn
Miskoorn of miskoren (Latijn: annona missalis) was een jaarlijkse afdracht van graan waarmee in het onderhoud van pastoor of predikant en de koster werd voorzien. Eenzelfde verplichting, Meßkorn geheten, bestond ook in het Münsterland.
In Twente en de Achterhoek waren de boeren in de late middeleeuwen verplicht jaarlijks een hoeveelheid graan te betalen aan de pastoor en koster van het kerspel waar ze woonden. Hiermee konden deze, aangevuld met andere inkomsten zoals landpacht, in hun levensonderhoud voorzien. 
Niet alle boeren hoefden miskoren te betalen; de kleinste en jongste boerderijen betaalden in plaats van graan hoenders, de zogenaamde rookhoenders.
Nadat na de Reformatie het calvinisme in Nederland staatsreligie was geworden, kreeg de dominee het aandeel van de pastoor. In de achttiende en negentiende eeuw ontstond bij rooms-katholieke boeren weerstand tegen deze verplichting te voorzien in het onderhoud van de protestantse voorgangers.
Miskoren werd in Nederland in de negentiende eeuw afgeschaft.